# Pomnik Chłopca Węgierskiego w Szczecinie
Pomnik Chłopca Węgierskiego w Szczecinie – pomnik znajdujący się w Parku Kasprowicza w Szczecinie, odsłonięty 9 grudnia 2016 roku. Autorem rzeźby jest Richárd Juha. Ufundowała ją Rada Csepelu, dzielnicy Budapesztu w 60. rocznicę powstania węgierskiego z 1956 roku na znak solidarności i wdzięczności narodu węgierskiego za pomoc udzieloną mieszkańcom Budapesztu przez mieszkańców Szczecina. Pomnik powstał z inicjatywy Szilárda Németha, posła Zgromadzenia Narodowego Węgier; w Csepel znajduje się drugi, taki sam.